# Nova Sušica
Nova Sušica este o localitate din comuna Pivka, Slovenia, cu o populație de 101 locuitori.